# Hvisken og råb
Hvisken og råb (originaltitel: Viskningar och rop) er en svensk dramafilm fra 1972 skrevet og instrueret af Ingmar Bergman. Filmen finder sted i det 19. århundrede og handler om tre søstre, spillet af henholdsvis Harriet Andersson, Ingrid Thulin og Liv Ullmann. Andre medvirkende kan nævnes Kari Sylwan og Erland Josephson.
Hvisken og råb fik premiere i New York den 21. december 1972 og blev udgivet i Sverige året efter den 5. marts 1973. Filmen blev nomineret til flere priser og vandt i 1974 en Oscar for bedste fotografering.

## Medvirkende
- Harriet Andersson som Agnes
- Kari Sylwan som Anna
- Malin Gjörup som Annas datter
- Ingrid Thulin som Karin
- Georg Årlin som Fredrik
- Liv Ullmann som Maria/Marias mor
- Henning Moritzen som Joakim
- Anders Ek som Isak
- Inga Gill som Olga
- Erland Josephson som David